# 九日
《九日》是一款於2024年發布的2D橫向式冒险解謎游戏。遊戲由赤燭遊戲開發，玩家扮演踏上復仇之路的英雄「羿」，在赤燭遊戲自創之結合了道教和賽博朋克的「道龐克」概念的架空世界「新崑崙」的不同疆域探索，斬斷一切阻礙展開誅王之路。這是赤燭遊戲公司繼《返校》與《還願》後的第三款作品。

## 遊戲機制
與赤燭遊戲之前所開發的恐怖遊戲《返校》與《還願》不同，《九日》的遊戲體驗更注重於動作機制上，遊戲方式主要分為探索、平台移動、戰鬥三大層面。玩家可使用諸如揮擊、格檔和閃避等手法，並使用格檔所產生的「氣」引爆符咒，與機械守衛者和變異生物戰鬥，穿越新崑崙的各種區域以探索和發現隱藏的秘密、寶藏。或是遇見有趣的NPC角色，與他們互動並互動以進行交易、獲得升級、新能力等要素。
遊戲有兩種模式：一般模式、劇情模式。一般模式可隨時透過設定進入劇情模式，並可自由調整傷害、受擊傷害的倍率。最高能調整到1000%的傷害和1%的受擊傷害。

## 劇情概述

### 背景
遊戲的舞台位於「道龐克」世界「新崑崙」。道龐克（Taopunk）一詞，即將赛博朋克風格與道家思想及道教元素融合的概念。根據製作人楊適維的說法，團隊最初僅希望運用道教元素，製作出一款具有東方科幻風格的戰鬥遊戲。然而，在深入研究後，發現道家思想與道教儀式存在明顯差異。道家思想強調無為而治、上善若水與順應自然，而這些理念與一般人對道教畫面的直觀印象並不相符。因此，團隊經過多次討論後，最終決定以道家思想作為核心理念，並以道教元素作為視覺表現。

### 故事情節
羿原是居住於蓬萊的貓貓頭「太陽人」。在遊戲中，蓬萊爆發了「天禍疫情」，造成大量太陽人死亡，但解藥開發遙遙無期。統領太陽人的「天道議會」的十位「太陽」為避免太陽人滅亡，採納了由其成員羿作為一名科學家領銜提出的「永生爐計畫」——將十萬餘名太陽人的肉體送入崑崙島冷凍睡眠、意識送入虛擬實境「魂境」，再讓崑崙島升天離開蓬萊，為研發解藥爭取時間。為了確保維持魂境持續運作所需的計算資源，羿提出花費五百年時間空間跳躍至「蒼藍星系」（太陽系），使用古樹扶桑吸取其恆星太陽的能量作為能源補給，捕獲居住於「蒼藍星」（地球）的智慧生物「猿人」（人類），飼養並採摘其大腦為太陽人所用。肆虐的天禍疫情已經導致羿的父母離世，而他的妹妹恆卻死活不肯隨哥哥踏上新崑崙，新崑崙啟航後也不久於人世。
但是實際上永生爐計畫充滿了謊言，其他九位太陽各有對羿隱瞞之事。羿的師傅、太陽易公是研究天禍病毒的首席科學家，但其實也是造出天禍病毒的罪魁禍首：天禍病毒正是她在研究永生的過程中失手造出並散播的。領銜研發魂境系統的太陽蚨蝶也迫於當時形勢隱瞞了魂境系統的致命缺陷：虛擬實境過於完美反而導致使用者不願回歸現實並開始發瘋。知道真相的羿向易公討說法，結果被易公打落山崖，靠自己與古樹扶桑的特殊聯繫才撿回一命。
遊戲開始時距離主角羿被擊落山崖已經過去五百零九年。羿被居住於桃花村——九五號牧場的猿人軒軒拾獲，羿趁桃花村開展祭典儀式（絞首收割）的過程中救下軒軒，開始討伐其他九位太陽的復仇之路。在過程中他得到了好友、太陽夸伏的協助，也與軒軒和猿人神農產生交集，更結識了基因改造兵器蚩尤和導航機器人山海9000為復仇添磚加瓦。羿先後擊殺了掌管農業供給卻將猿人改造為殭屍的太陽勾芒、掌管物流倉庫頑固守舊的太陽奄老、掌管基因改造工廠不惜虐待康回的太陽截全、試圖自殺但大腦被他人強制接入魂境的太陽蚨蝶、身為崑崙原住民長生不老希望羿讓她絢麗謝幕的太陽姬、掌管住宅區但花天酒地對甦醒的太陽人集體變異不聞不問的太陽伏羲和女媧兄妹。在討伐過程中羿發現自己的師傅、太陽易公在五百年間不斷尋找解藥未果，最終開始相信天禍病毒不是致命病毒、反而是實現永生的答案，用自己直屬的後勤部隊「守暮人」做白老鼠研究天禍突變，希望誘導所有新崑崙居民變異。
在遊戲的普通結局中，羿帶著猿人駕駛新崑崙返回已是一片荒漠的蓬萊，獨自一人繼續研究天禍病毒。若玩家操控羿與猿人產生足夠親密的關係，在遊戲的真結局中羿安排夸伏駕駛飛船携带猿人返回蒼藍星，易公在被擊倒後變異，感染了古樹扶桑。羿最終找到解法，和蓬萊夥伴們結束了天禍疫情開啟新生活，將恆星太陽和未來還給了返回蒼藍星的猿人。

## 開發
《九日》的開發工作最早始於2019年中期。 2021年3月19日，赤燭發布了一段約12秒的前導預告，隨後在12月16日正式公開了宣傳海報。
從2022年3月18日到6月24日，赤燭舉辦了《九日》的眾籌活動。這次眾籌達成多項延伸目標，包括劇劇情模式、增加過場動畫、新增多重結局等，總募款額創下了1,365萬新臺幣的紀錄。2022年4月2日，遊戲在Steam上架試玩版。
2023年，經歷了第二次內部封測後，赤燭發現後續規劃仍有不足。經過兩個月的評估後，決定將《九日》的發售時間延至2023年冬季。然而，到年底，發售時程再次被延期至2024年第一季。2024年3月28日，赤燭宣布《九日》將於2024年5月29日於Steam平台正式販售。
2024年5月29日，赤燭團隊宣布接下來將開始進行家用主機（如Nintendo Switch、PlayStation或Xbox）的開發，併計劃擴展多國語言支持，預計在2024年第四季度完成。
預計2024年11月26日推出PS4 / PS5、Xbox One / Xbox Series X/S 以及 Nintendo Switch版本，並會上 Game Pass。
2025年，赤燭發布《九日》數位美術集，並宣布與台灣東販合作推出《九日》美術設定集平裝版實體書。，同年5月29日，即遊戲上市一週年之際，赤燭宣布《九日》全平台累積銷售已突破80萬套。

### 音樂
遊戲同名的主題曲《九日 Nine Sols》由音樂組合珂拉琪創作與演唱。李孝祖擔任音樂的製作人。
遊戲配樂原聲帶則由多名音樂家，如FFXX、Im Baek Hun、Troy Lin、楊適維、劉士瑜、龍俊宇等人譜寫與製作。
該原聲帶跟遊戲同日在Steam進行銷售。2024年6月28日上架音樂平台：Amazon Music、Apple Music、Deezer、ITunes Music Store、KKBOX、Spotify、Tidal、YouTube Music。

## 配音員
- 羿：喬資淯
- 軒軒：邱涵菲
- 神農：林谷珍
- 勾芒：斑斑咪
- 姬：張乃文
- 蚩尤：張騰
- 蚨蝶：連思宇
- 伏羲：賈文安
- 恆：曾允凡
- 夸伏：孟慶府
- 李耳：李世揚
- 奄老：孫中台
- 易公：崔幗夫
- 截全：陳彥鈞
- 女媧：張乃文
- 卜巫：連思宇
- 山海九千系列：賈文安

## 發行
《九日》開發計畫將在赤燭商店以及Steam平台發行遊戲PC和Mac版本。另外在家用平台方面則目標支援任天堂Switch以及索尼PlayStation的遊戲主機，並支援英文、日文、韓文、繁中及簡中等語言。

## 評價
| 汇总媒体   | 得分   |
| ---------- | ------ |
| Metacritic | 84/100 |

| 媒体          | 得分   |
| ------------- | ------ |
| GameSpot      | 84/100 |
| HardcoreGamer | 4.5/5  |

在匯總媒體上，《九日》在Metacritic根據11條評論獲得84/100。
在Fami通・電擊遊戲大獎2024中，獲得年度最佳獨立遊戲。

### 所獲獎項
| 年份   | 獎項                                    | 獲提名             | 結果 | 來源   |
| ------ | --------------------------------------- | ------------------ | ---- | ------ |
| 2024年 | Indie Game Award （台北國際電玩展設立） | 最佳劇情獎         | 獲獎 | [ 19 ] |
| 2024年 | BitSummit                               | 最佳國際遊戲獎     | 獲獎 | [ 20 ] |
| 2024年 | gamescom大獎                            | 最佳音效獎         | 提名 | [ 21 ] |
| 2024年 | 獨立遊戲獎（The Indie Game Awards）     | 年度遊戲           | 提名 | [ 22 ] |
| 2024年 | 獨立遊戲獎（The Indie Game Awards）     | 遊戲設計           | 提名 | [ 22 ] |
| 2024年 | Steam大奖                               | 「傑出視覺風格」獎 | 提名 | [ 23 ] |
| 2025年 | BIG Festival （Gamescom latam設立）     | Game of the Year   | 獲獎 | [ 24 ] |

## 衍生作

### 漫畫
2022年2月9日，作為群眾募資宣傳的一部分，遊戲的前導互動漫畫《山海古記》於赤燭遊戲官方平台上公開，共六話，為黨傳翔與張兆嗚所創作。
自2025年4月23日起，前傳漫畫《九日－李耳傳：序》於MOJOIN平台更新連載，共三話。原作為楊適維，漫畫與劇本協力由楊基政負責。該作品除提供中文版本外，亦同步推出日文與英文譯本。

### 展覽
2024年10月11日，赤燭遊戲宣布以《九日》為主題的延伸展覽「消失的太陽帝國：史前古文明特展」於高雄市駁二藝術特區舉辦的TTXC臺灣文化科技大會之「G.A.M.E」未來主題展展出，展品包括太陽族的文字泥板碎片、編織品及小型壁畫殘片等作品。

## 外部連結
- 官方网站 （中文）
- 官方前導漫畫：山海古記 （页面存档备份，存于）
- 九日募資活動頁面 （页面存档备份，存于）
- 九日的STEAM頁面 （页面存档备份，存于）